# Novum Hospitality

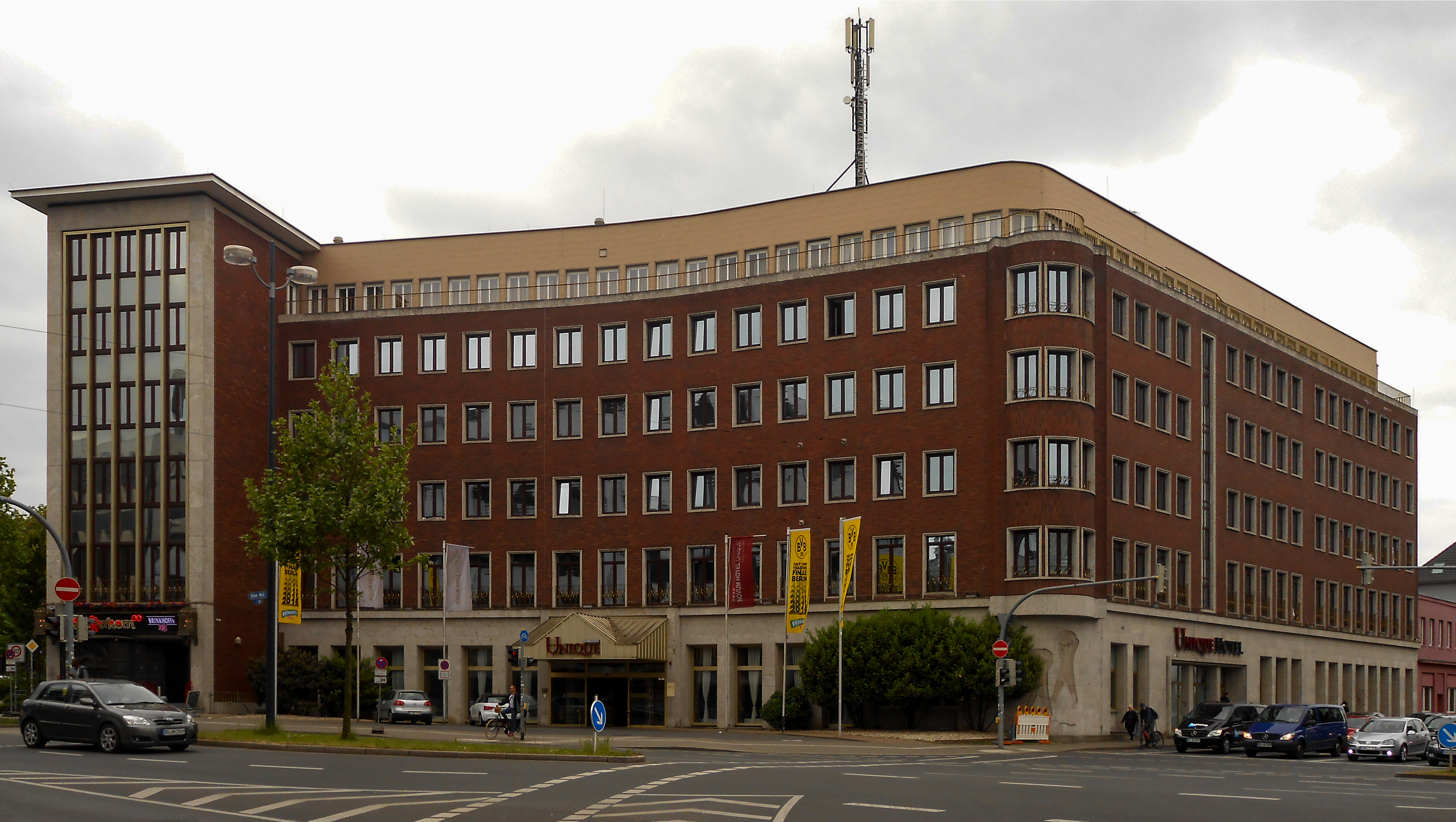
NOVUM Hotel Unique in Dortmund

NOVUM Hospitality ist eine in Hamburg ansässige Hotelgruppe. Mit Standorten in Deutschland, den Niederlanden, England, Spanien und Österreich zählt sie zu den größten Hotelbetreibern des D-A-CH-Raumes mit 151 Hotels (insgesamt rund 20.000 Zimmern, Stand: Januar 2021) und mehr als 2.500 Mitarbeitern. Zur familiengeführten Unternehmensgruppe gehören Hotels der eigenen Marken Novum Hotels, Select Hotels, the niu, acora Living the City und Yggotel. Daneben führt NOVUM Hospitality als Franchisenehmer Marken von ACCOR, IHG und Hilton. Die Hotels werden zentral aus Hamburg gesteuert.

## Unternehmen
Das Unternehmen wurde von Nader Etmenan gegründet, der zuvor aus dem Iran nach Hamburg eingewandert war. Das erste Haus der Hotelgruppe war das Hotel Oldenburg am Steindamm. Die ersten Jahre waren von moderatem Wachstum geprägt, bis im Jahr 2004 die Leitung des Unternehmens an die Söhne David und Mortesa Etmenan übergeben wurde. Mit 214 Millionen Euro Umsatz im Jahr 2018 ist NOVUM Hospitality einer der 50 größten Hotelbetreiber in Deutschland, 2019 wurde ein Umsatz von 252 Millionen Euro erreicht. Im Jahr 2023 lag der Umsatz bei 416,9 Mio. Euro. Geschäftsführer David Etmenan wurde von der AHGZ zum „Kopf des Jahres 2017“ ausgezeichnet. Die Eigenmarke the niu Hotels betreibt derzeit rund 40 Hotels in Deutschland, den Niederlanden, Österreich und England.
Im Zuge der Covid-19-Pandemie bekam die Gruppe als erstes und bisher einziges Unternehmen aus der Hotelbranche finanzielle Unterstützung in Höhe von 45 Millionen Euro durch den staatlichen Wirtschaftsstabilisierungsfonds (WSF).
Im April 2024 wurde bekannt, dass Novum Hospitality eine Kooperation mit der InterContinental Hotels Group (IHG) über den Betrieb von gut 100 Hotels vereinbart hat. Der größte Teil mit 52 Hotels der Novum-Hospitality-Eigenmarke the niu wird zukünftig im Markenkollaborationsverbund mit der IHG-Mittelklassemarke HolidayInn betrieben. Die anderen Marken Yggotel, Select Hotels und Novum Hotels werden Teil der neuen IHG-Marke Garner. Die Longstaymarke Acora Living the City firmiert zukünftig als Candlewood Suites. Die Vereinbarung enthält eine Exklusivitätsregelung für zukünftige NOVUM Hospitality Hotels, die ebenfalls in die Markenwelt und das Unternehmenssystem von IHG integriert werden, mit dem Ziel, im Laufe der Zeit gemeinsam weitere Hotels zu entwickeln. Die Vereinbarung hat eine Laufzeit von 30 Jahren und beinhaltet eine Verlängerungsoption.
Mit Stand Juni 2024 wurde die Marke Novum Hotels vom Markt genommen, die Standorte treten seither unter ihren Eigennamen auf.

## Trivia
Das NOVUM Hotel Unique in Dortmund war Drehort für die Filme Volltreffer und Die Libelle und das Nashorn.